# اپامینونداس

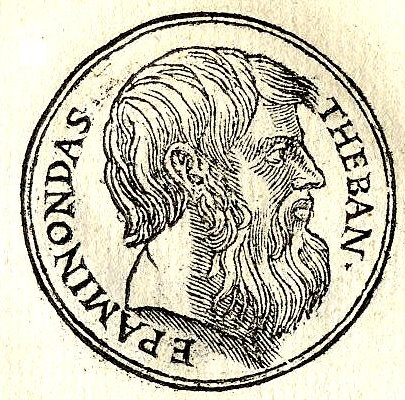
نگاره‌ای خیالی از اپامینونداس مربوط به سدهٔ شانزدهم میلادی

اِپامینونداس (به یونانی: Ἐπαμεινώνδας) (مرگ ۳۶۲ (پیش از میلاد)) جنگ‌سالار و دولتمرد سدهٔ چهارم پیش از میلاد اهل تبای بود. او دولتشهر تبای را از انقیاد اسپارت بیرون کشید و جایگاه ارزنده‌ای برای آن در سیاست یونان باستان فراهم‌آورد. او اسپارتیان را شکست داد و گروهی از یونانیان را از اسارت ایشان آزاد ساخت، نقشهٔ سیاسی یونان را به هم ریخت، اتحادهای گذشته را از هم گسست و پیوندهایی نو برپا ساخت و بر کار ساخت شهرها نظارت نمود. 
اپامینونداس در زمینهٔ نظامی‌گری و تاکتیک‌های جنگی و نوآوری‌هایش فرد اثرگذاری بود. با این حال اقدامات اپامینونداس پس از مرگش دیری نپایید، چراکه تنها بیست و هفت سال پس از مرگش اسکندر بر تبای دست‌یازید. گویی کوشش‌های او تنها را برای توسعۀ مقدونیه هموار کرده‌بود.
سیسرون وی را نخستین مرد یونان خوانده‌است. میشل دو مونتنی وی را یکی از سه شایسته‌ترین و عالی‌ترین مردانی که تاکنون زیسته‌اند می‌داند. با این همه شخصیت اپامینونداس در دورهٔ معاصر تا حدودی ناشناخته مانده‌است.